# 上頭
上头是中式婚禮中婚前禮之一，是簡化版的成人禮，同時包含著對婚姻的祝福。
古禮男子二十歲行冠禮，女子十五歲行笄禮，由於從前民間多數早婚，往往在禮書指定成年的年齡前就結婚，而結婚又是成年人的專利，於是即使未成年也就在婚前趕快行成年禮，即「男將婚而冠，女將嫁而笄」，使之能以成年人之身份成婚，後來漸漸變成婚禮的一部份，除了成人的意義外，還加上不少對將來美滿婚姻的祝福。

## 程序
就在迎亲前夕，新人由双方的父母或父母子女健在，婚姻和睦的全福人于各自的家里梳头，象征新人将步入成家阶段，并祝福他们同偕白首。新娘的发式须梳成发髻，有些地区梳头时需念吉语。部分地区有须在祖先牌位前行上头礼的婚俗礼仪。。